# Анафора (лингвистика)
Ана́фора (от греч. ἀναφέρειν — относить назад, возводить к чему-либо, возвращать) — лингвистическое явление, зависимость интерпретации некоторого выражения от другого выражения, обычно ранее встречавшегося в тексте. Это определяющее выражение называется антецедент (если оно появляется до анафорического выражения) или постцедент (если появляется после).
Например, в высказывании «Мама мыла пол. Она вымыла его дочиста» анафорическое выражение «она» отсылает к антецеденту мама, а выражение «его» — к антецеденту пол. Само анафорическое выражение часто именуется анафор (англ. anaphor) и обычно является местоимением или иным дейктическим элементом.
Разрешение анафоры (нахождение правильного антецедента для анафорического местоимения) является важной проблемой в областях искусственного интеллекта и компьютерной лингвистики. С 2015 года организация Commonsense Reasoning планирует проводить ежегодный конкурс «Winograd Schema Challenge», посвящённый решению такого рода задач. В 2014 году в рамках конференции по компьютерной лингвистике «Диалог» прошло соревнование по разрешению анафорических и кореференциальных связей в русскоязычных текстах.
Анафора, как и катафора, как языковое явление трактуется неоднозначно. Некоторые лингвисты считают, что анафорическая и катафорическая связь — исключительно семантическая отсылка, не имеющая синтаксической связи между элементами речи. Другие учёные полагают, что это особый вид формальной синтаксической связи, третьи предполагают существование ассоциативной катафоры или анафоры, четвёртые считают, что катафоры как явления в языке вообще не существует [Kuno, 1975;  Bollinger, 1957; Cornish, 1996][прояснить].